# Берестовое (Уплатновский сельский совет)
Берестовое (укр. Берестове), село,
Уплатновский сельский совет,
Близнюковский район,
Харьковская область, Украина.
Код КОАТУУ — 6320686502. Население по переписи 2001 г. составляет 2 (1/1 м/ж) человека.
Село ликвидировано в 2010 году.

## Географическое положение
Село Берестовое находится на левом берегу безымянной пересыхающей речушки (приток реки Большая Терновка), есть мост, рядом водохранилище (~75 га).
В 5 км находится железнодорожная станция Платформа 943 км, в 9-ти км — город Лозовая, в 4-х км на юг находится село Уплатное.

## История
- 1927 — дата основания.
- 2010 — село ликвидировано[1].

## Экономика
- В селе есть птице-товарная ферма.